# 埼玉信用組合
埼玉信用組合（さいたましんようくみあい）は、埼玉県本庄市に本店を置く信用組合。

## 沿革
- 1950年 - 「児玉信用組合」として設立
- 1957年 - 秩父市に秩父支店を開設
- 1964年 - 本庄市に本庄支店を開設
- 1968年 - 秩父郡皆野町に皆野支店を開設
- 1969年 - 秩父郡小鹿野町に小鹿野支店を開設
- 1972年 - 「児玉信用組合」から「埼玉信用組合」に名称を変更
- 1979年 - 深谷市に深谷支店を開設
- 1984年 - 上里町に上里支店を開設
- 1987年 - 岡部町（現在の深谷市）に岡部支店を開設
- 1993年 - 美里町に美里支店を開設